# Lijst van burgemeesters van Hoogland
Dit is een lijst van burgemeesters van de voormalige Nederlandse gemeente Hoogland in de provincie Utrecht. Op 1 januari 1974 werd de gemeente Hoogland opgeheven en geannexeerd door de gemeente Amersfoort.
| Ambtsperiode                        | Naam burgemeester                               | Partij of stroming | Bijzonderheden                |
| ----------------------------------- | ----------------------------------------------- | ------------------ | ----------------------------- |
| 1811-1815                           | Adriaan Hoogeveen                               |                    |                               |
| 1813-1825                           | Bartholomeus Bernardus de Wijs                  |                    |                               |
| 1825-1881                           | Andreas Smitt                                   |                    |                               |
| 1881-1915                           | Gustave Jacques baron van Boetzelaer            |                    |                               |
| 29 juni 1915 - 1930                 | Henri Charles baron van Tuijll van Serooskerken |                    | [ 1 ]                         |
| 14 augustus 1930 - 1 september 1940 | Louis Oscar Ulrich Ignace Sylvester Grippeling  |                    | [ 2 ] [ 3 ] [ 4 ] [ 5 ] [ 6 ] |
| 1940-1941                           | J.G. van de Hengel                              |                    | [ 7 ]                         |
| 1941-1942                           | mr. O.F.P.H. de Waard                           | NSB                |                               |
| 1942-1945                           | Johannes Kranenburg                             | NSB                |                               |
| 1945-1946                           | J.G. van de Hengel                              |                    | [ 7 ]                         |
| 1946-1973                           | G.J.M. (Gerard) Laumans                         |                    |                               |